# ابن المواز
أَبُو عَبْدِ اللَّهِ مُحَمَّدُ بْنُ إِبْرَاهِيمَ بْنِ زِيَادٍ الْإِسْكَنْدَرَانِيُّ الْمَالِكِيُّ ويُعرف اختصارًا بـ ابن المواز (رجب 180 – 11 ذو القعدة 269هـ / غير معروف – 882م)، فقيه الديار المصرية على مذهب الإمام مالك بن أنس، صاحب التصانيف، وهو صاحب كتاب الموازية التي تعتبر من أمهات المذهب المالكي في الفقه.

## روايته للحديث
- حدث عن: عبد الله بن عبد الحكم المصري، وعبد الملك بن عبد العزيز الماجشون، وأصبغ بن الفرج، ويحيى بن عبد الله بن بكير. وقيل: إنه لحق أشهب بن عبد العزيز القيسي، وأخذ عنه، ولم يصح هذا.
- حدث عنه: علي بن عبد الله بن أبي مطر، وابن مبشر، وآخر من حدث عنه: ولده بكر بن محمد.[1]

## الهوامش
1: بحسب الموسوعة التاريخية للدرر السنية.

### فهرس المراجع
1. 1 2 3 4 5 6 7  الذهبي (1985)، ج. 13، ص. 6.
2. 1 2 3  ابن فرحون، ج. 2، ص. 167.
3. 1 2  ابن فرحون، ج. 2، ص. 166.
4. ↑  مخلوف (2003)، ج. 1، ص. 102.
5. ↑  جمعة (2001)، ص. 150.

### بيانات المراجع (مُرتَّبة حسب تاريخ النشر)
- إبراهيم بن علي بن محمد، ابن فرحون، برهان الدين اليعمري. الديباج المذهب في معرفة أعيان علماء المذهب. تحقيق وتعليق: محمد الأحمدي أبو النور. القاهرة – مصر: دار التراث. مؤرشف من الأصل في 2024-12-03.
- شمس الدين الذهبي (1985)، سير أعلام النبلاء، تحقيق: شعيب الأرنؤوط، مجموعة (ط. 1)، بيروت: مؤسسة الرسالة، OCLC:4770539064، QID:Q113078038
- علي جمعة (2001)، المدخل إلى دراسة المذاهب الفقهية، القاهرة: دار السلام للطباعة والنشر والتوزيع والترجمة، QID:Q131431896
- محمد مخلوف (2003)، شجرة النور الزكية في طبقات المالكية (ط. 1)، بيروت: دار الكتب العلمية، QID:Q131310565